# Lepyrodia flexuosa
Lepyrodia flexuosa är en gräsväxtart som först beskrevs av George Bentham, och fick sitt nu gällande namn av Lawrence Alexander Sidney Johnson och O.D.Evans. Lepyrodia flexuosa ingår i släktet Lepyrodia och familjen Restionaceae.
Artens utbredningsområde är Victoria. Inga underarter finns listade i Catalogue of Life.